# 第14回ワシントンD.C.映画批評家協会賞
第14回ワシントンD.C.映画批評家協会賞は2015年の映画を対象としており、2015年12月5日にノミネーションが発表された。なお、受賞者は同月7日に発表された。

## 受賞・ノミネート一覧
※受賞は太字。

### 作品賞
- 『ボーダーライン』
- 『ブルックリン』
- 『スポットライト 世紀のスクープ』
- 『マッドマックス 怒りのデス・ロード』
- 『レヴェナント: 蘇えりし者』

### 監督賞
- アレックス・ガーランド - 『エクス・マキナ』
- リドリー・スコット - 『オデッセイ』
- トッド・ヘインズ - 『キャロル』
- ジョージ・ミラー - 『マッドマックス 怒りのデス・ロード』
- アレハンドロ・ゴンザレス・イニャリトゥ - 『レヴェナント: 蘇えりし者』

### 主演男優賞
- マット・デイモン - 『オデッセイ』
- レオナルド・ディカプリオ - 『レヴェナント: 蘇えりし者』
- ジョニー・デップ - 『ブラック・スキャンダル』
- マイケル・ファスベンダー - 『スティーブ・ジョブズ』
- エディ・レッドメイン - 『リリーのすべて』

### 主演女優賞
- ケイト・ブランシェット - 『キャロル』
- ブリー・ラーソン - 『ルーム』
- シアーシャ・ローナン - 『ブルックリン』
- シャーリーズ・セロン - 『マッドマックス 怒りのデス・ロード』
- サラ・シルヴァーマン - 『I Smile Back』

### 助演男優賞
- ポール・ダノ - 『ラブ&マーシー 終わらないメロディー』
- トム・ハーディ - 『レヴェナント: 蘇えりし者』
- マーク・ライランス - 『ブリッジ・オブ・スパイ』
- シルヴェスター・スタローン - 『クリード チャンプを継ぐ男』
- イドリス・エルバ - 『ビースト・オブ・ノー・ネーション』

### 助演女優賞
- ジェニファー・ジェイソン・リー - 『ヘイトフル・エイト』
- ルーニー・マーラ - 『キャロル』
- ケイト・ウィンスレット - 『スティーブ・ジョブズ』
- アリシア・ヴィキャンデル - 『リリーのすべて』
- アリシア・ヴィキャンデル - 『エクス・マキナ』

### アンサンブル演技賞
- 『ヘイトフル・エイト』
- 『マネー・ショート 華麗なる大逆転』
- 『スポットライト 世紀のスクープ』
- 『スティーブ・ジョブズ』
- 『ストレイト・アウタ・コンプトン』

### 脚本賞
- エイミー・シューマー - 『エイミー、エイミー、エイミー! こじらせシングルライフの抜け出し方』
- トム・マッカーシー、ジョシュ・シンガー - 『スポットライト 世紀のスクープ』
- アレックス・ガーランド - 『エクス・マキナ』
- コーエン兄弟 - 『ブリッジ・オブ・スパイ』
- ピート・ドクター、メグ・レフォーブ、ジョシュ・クーリー - 『インサイド・ヘッド』

### 脚色賞
- ニック・ホーンビィ - 『ブルックリン』
- エマ・ドナヒュー - 『ルーム』
- フィリス・ナジー - 『キャロル』
- ドリュー・ゴダード - 『オデッセイ』
- アーロン・ソーキン - 『スティーブ・ジョブズ』

### 若手俳優賞
- エイブラハム・アター - 『ビースト・オブ・ノー・ネーション』
- ギュネシュ・シェンソイ - 『裸足の季節』
- ウーナ・ローレンス - 『サウスポー』
- ジェイコブ・トレンブレイ - 『ルーム』
- ラフィー・キャシディ - 『トゥモローランド』

### 撮影賞
- エドワード・ラックマン - 『キャロル』
- イヴ・ベランジェ - 『ブルックリン』
- ロジャー・ディーキンス - 『ボーダーライン』
- ジョン・シール - 『マッドマックス 怒りのデス・ロード』
- エマニュエル・ルベツキ - 『レヴェナント: 蘇えりし者』

### 編集賞
- 『オデッセイ』
- 『ボーダーライン』
- 『マッドマックス 怒りのデス・ロード』
- 『スティーブ・ジョブズ』
- 『レヴェナント: 蘇えりし者』

### 作曲賞
- 『ブルックリン』
- 『キャロル』
- 『ボーダーライン』
- 『ヘイトフル・エイト』
- 『マッドマックス 怒りのデス・ロード』

### 美術賞
- 『ブルックリン』
- 『クリムゾン・ピーク』
- 『シンデレラ』
- 『キャロル』
- 『マッドマックス 怒りのデス・ロード』

### アニメーション映画賞
- 『アノマリサ』
- 『映画 ひつじのショーン〜バック・トゥ・ザ・ホーム〜』
- 『アーロと少年』
- 『インサイド・ヘッド』
- 『I LOVE スヌーピー THE PEANUTS MOVIE』

### 外国語映画賞
- 『サウルの息子』 ハンガリー
- 『黒衣の刺客』 台湾
- 『グッドナイト・マミー』 オーストリア
- 『セカンドマザー』 ブラジル
- 『裸足の季節』 フランス

### ドキュメンタリー映画賞
- 『AMY エイミー』
- 『Best of Enemies』
- 『ゴーイング・クリア: サイエントロジーと信仰という監禁』
- 『カルテル・ランド』
- 『ルック・オブ・サイレンス』